# Andreas Kron
Andreas Lorentz Kron (* 1. Juni 1998 in Albertslund) ist ein dänischer Radrennfahrer.

## Sportlicher Werdegang
Nach dem Gewinn der Gesamtwertung des Grand Prix Général Patton und des Keizer der Juniores im Vorjahr wurde Kron zur Saison 2017 Mitglied des damaligen UCI Continental Teams Riwal Platform Cycling, für das er vier Jahre fuhr. 2019 machte er bei den UCI-Straßen-Weltmeisterschaften durch den fünften Platz im Straßenrennen der U23 und einen zweiten Platz auf der 5. Etappe der Belgien-Rundfahrt auf sich aufmerksam. Sein größter Erfolg für das Team war der Gewinn einer Etappe der Luxemburg-Rundfahrt im Jahr 2020.
Zur Saison 2021 wechselte Kron zum UCI WorldTeam Lotto Soudal. Bei der Katalonien-Rundfahrt 2021 gewann er die erste Etappe und erzielte damit gleich bei seinem ersten Start auf der UCI WorldTour einen Erfolg. Ein weiterer Sieg in der WorldTour gelang ihm auf der sechsten Etappe der Tour de Suisse 2021. Mit der Vuelta a España 2021 bestritt er seine erste Grand Tour, die er als 68. beendete.
Nachdem Kron die Tour de Suisse 2022 als Gesamt-16. beendete, startete er erstmals bei der Tour de France und wurde 72. der Gesamtwertung. In der Saison 2023 wurde er nach der Beteiligung an einer Fluchtgruppe, die sich 87 Kilometer vor dem Ziel bildete, Vierter des Amstel Gold Race. Sein bis dahin größter Karriereerfolg gelang ihm auf der 2. Etappe der Vuelta a España 2023, indem er sich am letzten Anstieg, dem Montjuïc vom Feld löste.
Nach einer sieglosen Saison 2024 wechselte Kron zur Folgesaison zum norwegischen UCI ProTeamUno-X Mobility.

## Erfolge
2016
- Gesamtwertung und eine Etappe Grand Prix Général Patton
- Gesamtwertung Keizer der Juniores

2018
- eine Etappe und Nachwuchswertung Flèche du Sud

2019
- eine Etappe Orlen Nations Grand Prix

2020
- eine Etappe und Nachwuchswertung Luxemburg-Rundfahrt
- Nachwuchswertung Saudi Tour

2021
- eine Etappe Katalonien-Rundfahrt
- eine Etappe Tour de Suisse

2022
- Nachwuchswertung Tour des Alpes-Maritimes et du Var

2023
- eine Etappe Vuelta a España

## Grand-Tour-Platzierungen
| Grand Tour            | 2021 | 2022 | 2023 | 2024 |
| --------------------- | ---- | ---- | ---- | ---- |
| Giro d’ItaliaGiro     | –    | –    | –    | –    |
| Tour de FranceTour    | –    | 72   | –    | –    |
| Vuelta a EspañaVuelta | 68   | –    | 67   | DNF  |